# Faxe

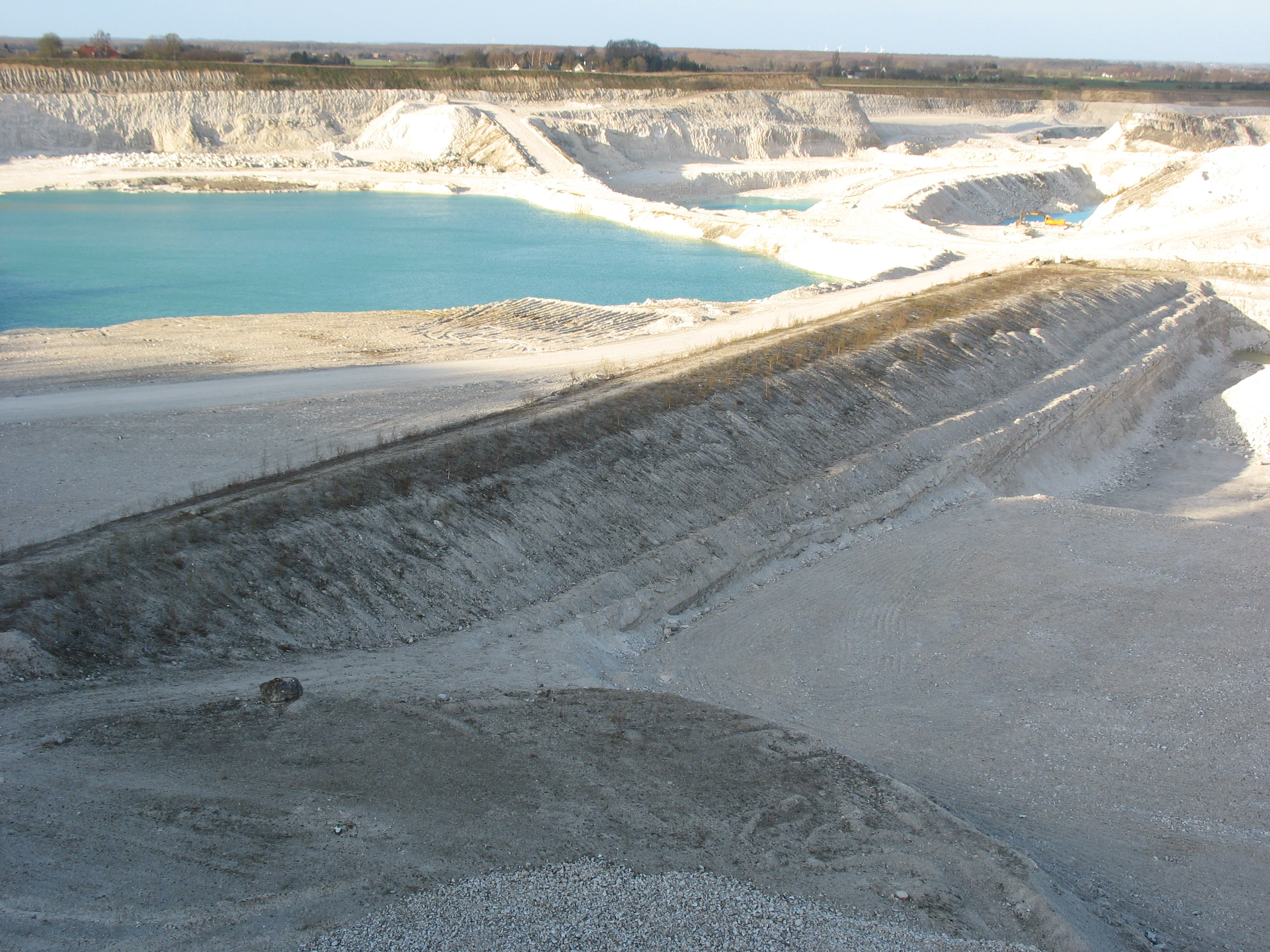
Kopalnia wapienia w Faxe

Faxe (alt. pisownia Fakse) – miasto w Danii, na Zelandii; ośrodek wydobycia wapienia i browarniczy. W 2004 roku liczyło 3826 mieszkańców. 
Do roku 2007 siedziba byłej gminy Fakse, od roku 2007 siedziba nowej gminy Faxe.